# Piotr Pawlina (dziennikarz)
Piotr Pawlina (ur. 21 maja 1969 roku) – absolwent KUL, dziennikarz, samorządowiec.  

## Życiorys
W latach 1988–1993 studiował filologię polską na Katolickim Uniwersytecie Lubelskim (praca magisterska pt. Zygmunt Wasilewski jako krytyk literatury okresu pozytywizmu). W latach 1993–2000 współpracownik tarnowskiej edycji Gościa Niedzielnego. W latach 1994–2001 był redaktorem i prezenterem w Radiu Dobra Nowina (obecnie RDN MAŁOPOLSKA). W latach 1999–2001 pełnił stanowisko redaktora naczelnego tygodnika "Tarnowskie Azoty" w Zakładach Azotowych w Tarnowie-Mościcach. W okresie od 1 czerwca 2001 - 28 lutego 2002 pracował jako redaktor naczelny tygodnika "Kurier Małopolski", a od grudnia 2006 roku  jako redaktor naczelny kwartalnika "Nowiny Tarnowskiej Gminy". 
W latach 2007–2016 był rzecznikiem gminy Tarnów. Naucza języka polskiego w tarnowskich szkołach: Szkole Podstawowej nr 23 im. Jana Pawła II oraz Zespole Szkół Ekonomiczno-Ogrodniczych im. Tadeusza Kościuszki, mieszczącej się w Pałacu Sanguszków w Gumniskach. Od 2016 pracował jako menadżer public relations, a od 2019 r.  jako Dyrektor Biura Komunikacji w Grupie Azoty S.A. Autor i redaktor szeregu publikacji prasowych, audycji radiowych, książek popularnonaukowych.